# San Lucas, Chiapas
San Lucas là một đô thị thuộc bang Chiapas, México. Năm 2005, dân số của đô thị này là 5918 người.